# Глєбко Сергій Олександрович
Сергій Глєбко (біл. Сяргей Глябко, нар. 23 серпня 1992, Мінськ) — білоруський футболіст, півзахисник клубу «Білшина».
Виступав, зокрема, за клуб БАТЕ, а також молодіжну збірну Білорусі.

## Клубна кар'єра
Народився 23 серпня 1992 року в місті Мінськ. Вихованець футбольної школи клубу БАТЕ. Дорослу футбольну кар'єру розпочав 2010 року в основній команді того ж клубу, в якій провів чотири сезони, взявши участь в одному матчі чемпіонату. 
Згодом з 2013 по 2019 рік грав за «Слуцьк», «Городею», «Торпедо» (Мінськ), «Гомель» та словацький «Партизан» (Бардіїв).
До складу клубу «Білшина» приєднався 2020 року. 

## Виступи за збірні
У 2010 році дебютував у складі юнацької збірної Білорусі (U-19), загалом на юнацькому рівні взяв участь у 3 іграх, відзначившись 2 забитими голами.
У 2013 році залучався до складу молодіжної збірної Білорусі. На молодіжному рівні зіграв у 5 офіційних матчах, забив 1 гол.